# Campionato centramericano maschile di pallacanestro 2010
Il 22º Campionato dell'America Centrale e Caraibico Maschile di Pallacanestro FIBA (noto anche come FIBA Centrobasket 2010) si è svolto dal 5 luglio al 12 luglio 2010 a Santo Domingo nella Repubblica Dominicana. Il torneo è stato vinto dalla nazionale portoricana.
I FIBA Centrobasket sono una manifestazione contesa dalle squadre nazionali di Messico, Centro America e Caraibi, organizzata dalla CONCENCABA (Confederazione America Centrale e Caraibi), nell'ambito della FIBA Americas.

## Squadre partecipanti
- Belize
- Cuba
- Giamaica
- Isole Vergini Americane
- Isole Vergini Britanniche
- Messico
- Panama
- Porto Rico
- Rep. Dominicana
- Trinidad e Tobago

## Classifica finale
| Pos | Squadra | V-P |
| --- | --- | --- |
|     | Porto Rico4 Ramos, 5 Barea, 6 Rivera, 7 Arroyo, 8 Huertas, 9 Berdiel, 10 Life, 11 Sánchez, 12 Peavy, 13 Balkman, 14 Cortés, 15 Villafañe, All. Manolo Cintrón                    | 5-1 |
|     | Rep. Dominicana4 Guerrero, 5 Morbán, 6 Paniagua, 7 Fortuna, 8 Montas, 9 Peña, 10 Arias, 11 Guzmán, 12 Western, 13 Villanueva, 14 Filión, 15 Martínez, All. Eric Musselman        | 5-1 |
|     | Panama4 Muñoz, 5 Warren, 6 Pinnock, 7 Abrahams, 8 J. King, 9 Alvarado, 10 Smith, 11 Oglivie, 12 D. King, 13 Mitchell, 14 Lloreda, 15 Pomare, All. David Rosario                  | 3-3 |
| 4   | Cuba4 Jemmott, 5 Piñeiro, 6 Richardson, 7 Rodríguez, 8 Oliva, 9 Valdés, 10 Batista, 11 Jaca, 12 Haití, 13 Pérez, 14 Torres, 15 Boffil, All. Daniel Scott                         | 2-4 |
| 5   | Giamaica4 Smith, 5 Hibbert, 6 Johns, 7 Blair, 8 Yates, 9 Faulknor, 10 Smith, 11 Staple, 12 Scott, 13 Ffriend, 14 Christie, 15 Leith, All. Sam Vincent                            | 2-2 |
| 6   | Messico4 Stoll, 5 Harris, 6 Meza, 7 Zúñiga, 8 Solares, 9 Zamora, 10 Mariscal, 11 Quintero, 12 González, 13 Crouse, 14 Ayón, 15 Strobbe, All. Josep Clarós                        | 2-2 |
| 7   | Belize4 Leslie, 5 Palacio, 6 Jacob, 7 Watson, 8 Cárcamo, 9 Burgess, 10 Troyer, 11 Paulino, 12 Carter, 13 Itza, 14 Jourdon, 15 Acosta, All. Marques Johnson                       | 2-2 |
| 8   | Isole Vergini Britanniche4 Smith, 5 Parillon, 6 Freeman, 7 Lewis, 8 Bass, 9 M. Malone, 10 Chiverton, 11 Hillhouse, 12 Samuel, 13 Percival, 14 George, 15 Penn, All. Keith Malone | 1-3 |
| 9   | Isole Vergini Americane4 R. Richards, 5 Peltier, 6 Hodge, 7 Gumbs, 8 J. Richards, 9 Edwin, 10 Brown, 12 Little, 13 Thomas, 15 Elegar, All. Milton Barnes                         | 1-3 |
| 10  | Trinidad e Tobago4 Young, 5 Joseph, 6 Kewis, 7 Carter, 8 Christian, 9 Haywood, 10 Lamont, 11 Williams, 12 Trim, 13 Ashby, 14 Benjamin, All. Terry Layton                         | 1-3 |